# Corbetti
Le Corbetti est un volcan d'Éthiopie constitué d'une caldeira de quinze kilomètres de diamètre, de dômes de lave, dont le Chabbi, et de trois cônes volcaniques. Il est situé dans la région d'Oromia en Éthiopie, au nord-ouest de l'ancienne caldeira d'Awasa.
La caldeira d'Awasa et le Corbetti feraient partie du même système volcanique. La caldeira d'Awasa s'est formée au cours d'une éruption de VEI 8 il y a un million d'années, ce qui fait de ce complexe un potentiel supervolcan.
L'Urgi, qui a produit de récentes coulées de lave, s'est édifié au centre de la caldeira tandis que le Chabbi, un stratovolcan, s'est formé au nord.
Il est impossible de dater la dernière activité éruptive dans la caldeira de Corbetti avec la méthode de datation au potassium-argon.